# Universidade Batista de Oklahoma
A Universidade Batista de Oklahoma (em inglês:  Oklahoma Baptist University) é uma universidade privada batista localizada em Shawnee (Oklahoma), no estado do Oklahoma, nos Estados Unidos da América. É afiliada à Convenção Geral Batista de Oklahoma (Convenção Batista do Sul). 

## História
A escola teve sua origem em um projeto de criação de uma universidade da Convenção Geral Batista de Oklahoma de 1906.  Foi fundada oficialmente em 1910 como Universidade Batista de Oklahoma.  Em 1920, assumiu o nome atual. Em 2019, recebeu o campus da Universidade São Gregório como doação da Hobby Lobby, completando seu parque imobiliário.  Em 2020, um campus foi estabelecido na prisão Lexington Assessment and Reception Center em Lexington (Oklahoma).  Para o ano 2021-2022, teve 1.510 alunos. 

## Afiliações
É membro da Convenção Geral Batista de Oklahoma (Convenção Batista do Sul) e da Associação Internacional de Faculdades e Universidades Batistas. 

## Campus

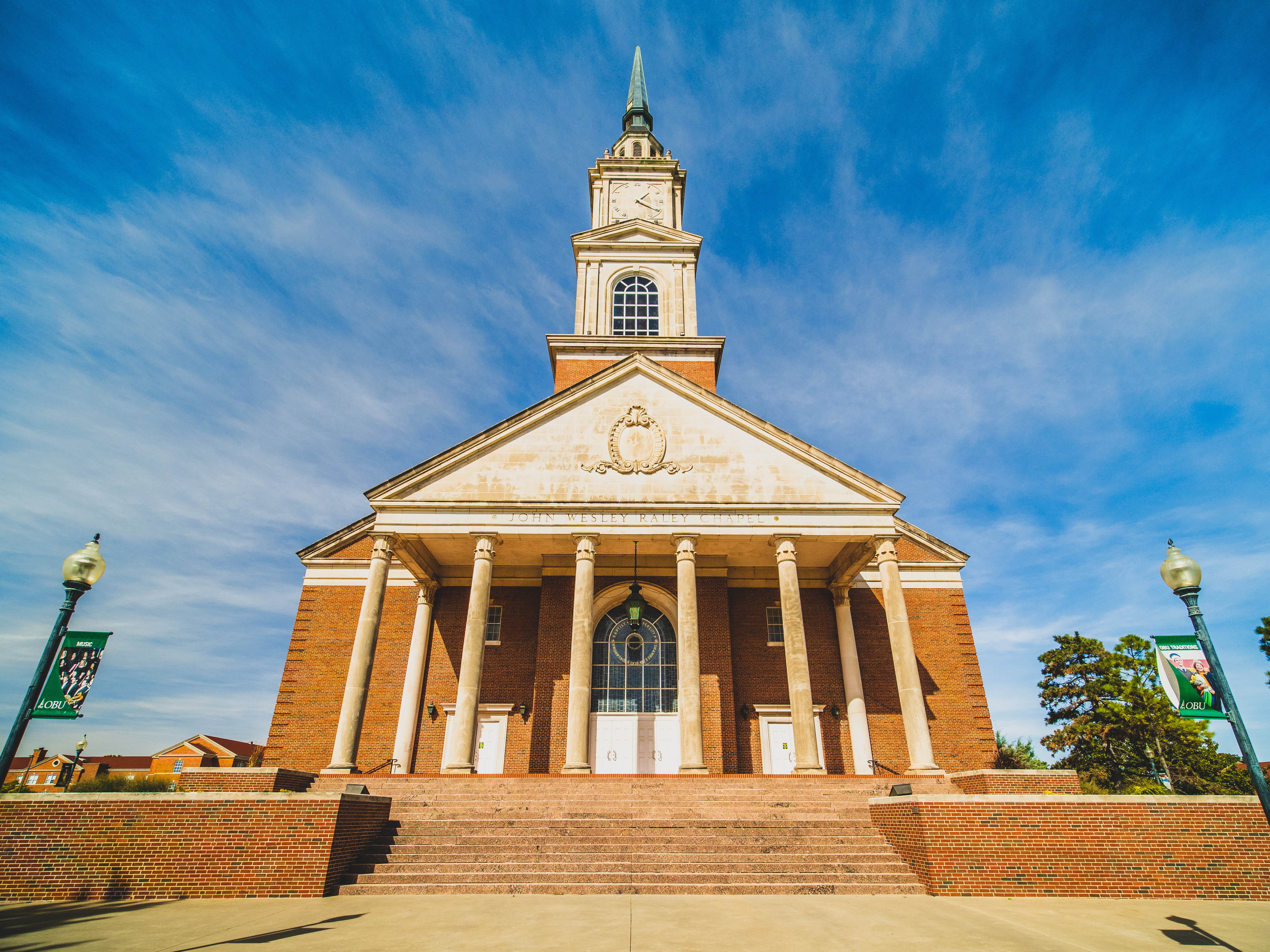
Chapelle
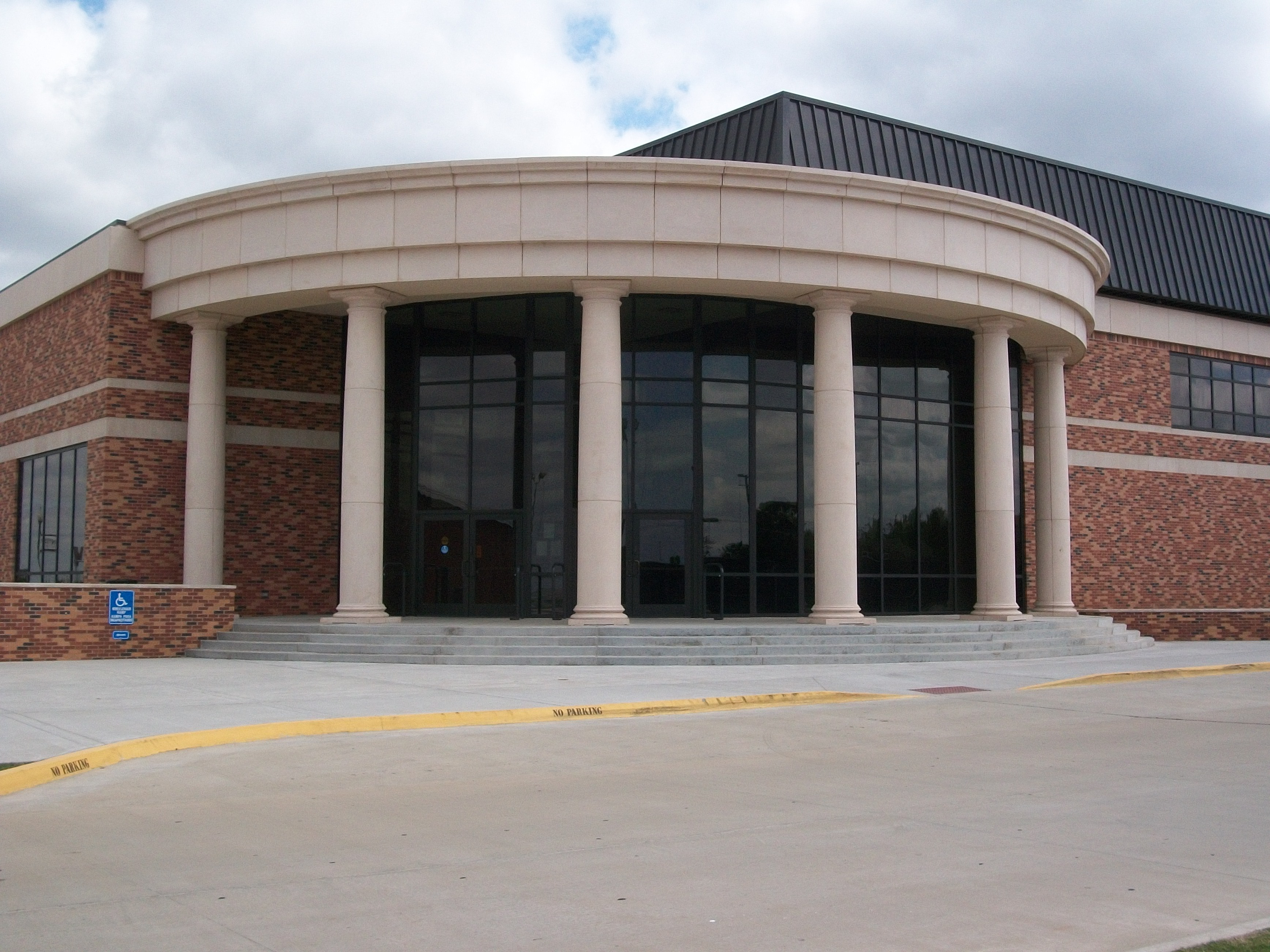
Recreation and Wellness Center
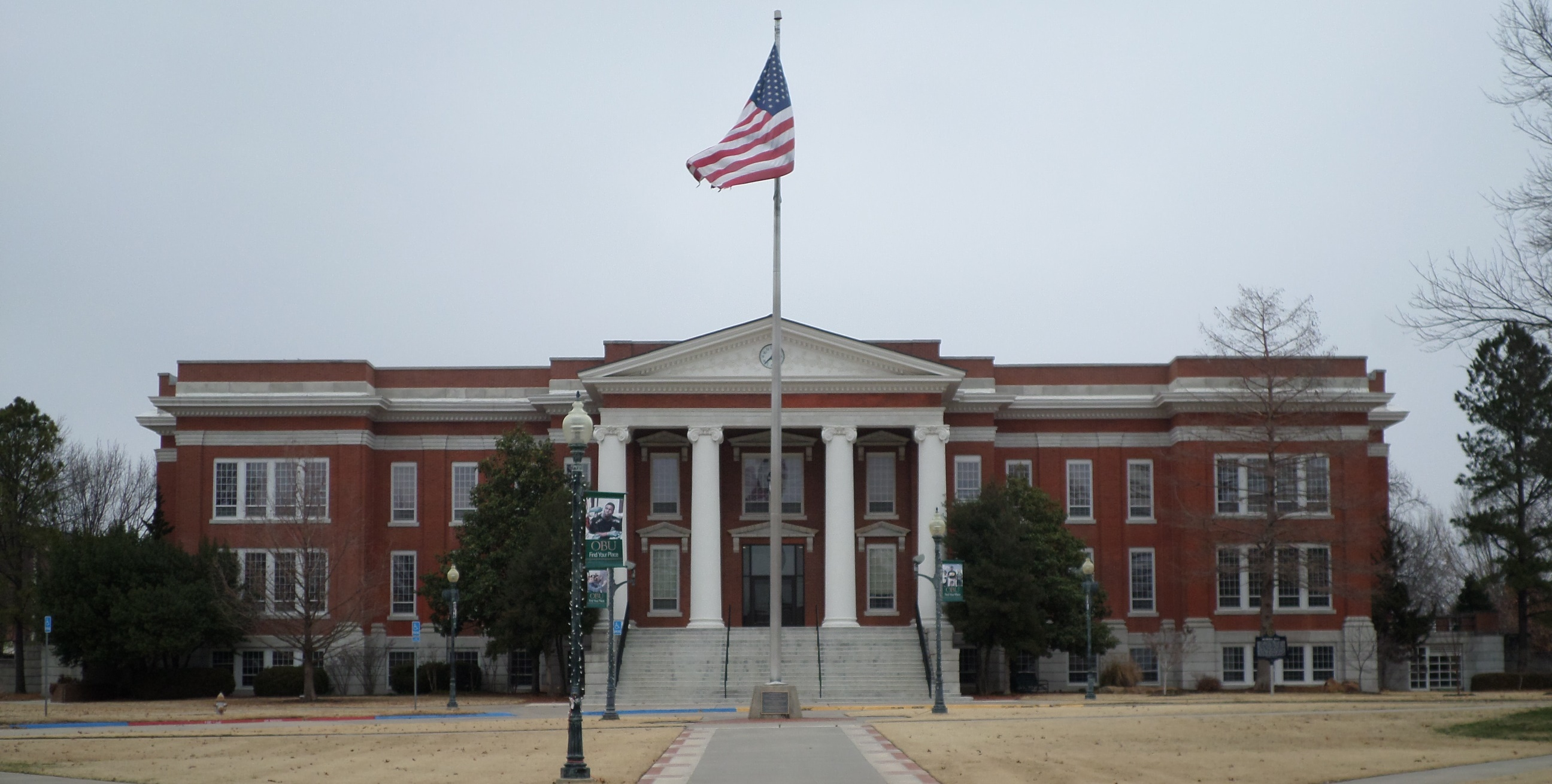
Shawnee Hall
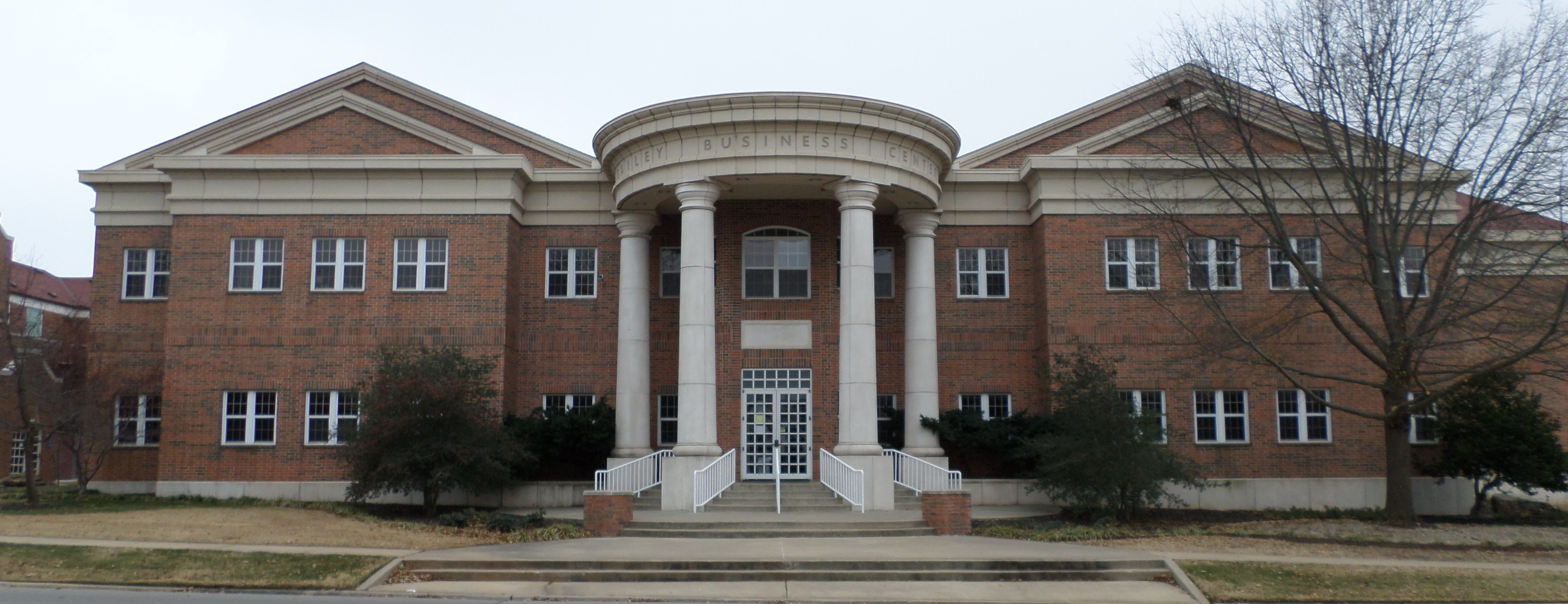
Bailey Business Center
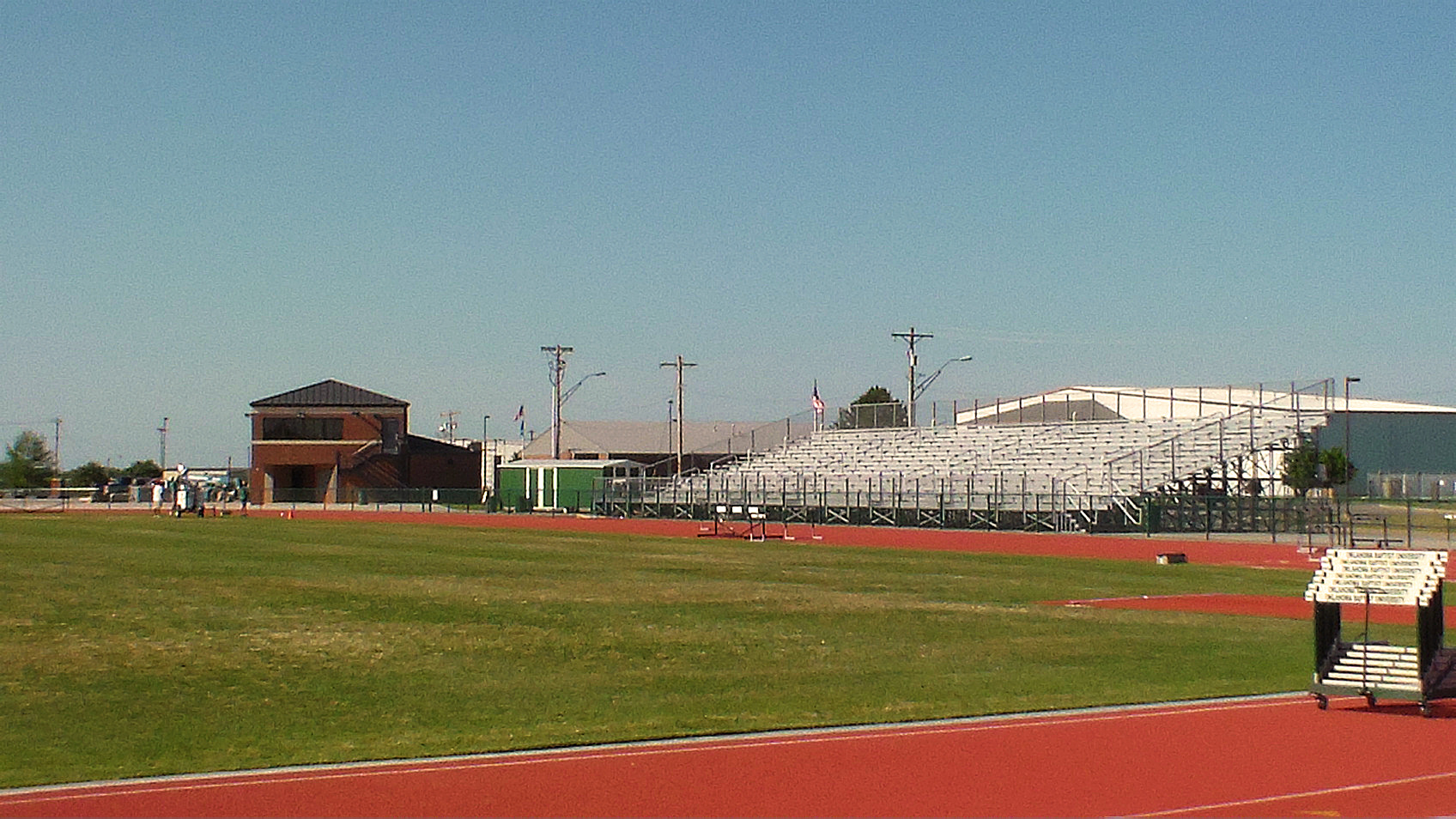
Eddie Hurt Jr. Memorial Track Complex